# Tithonohomolidae
Famille
Les Tithonohomolidae sont une famille de crabes fossiles du Jurassique. Elle comprend quatre espèces dans deux genres.

## Liste des genres
- †Tenuihomola Feldmann & Schweitzer, 2009
- †Tithonohomola Glaessner, 1933

## Référence
- Feldmann & Schweitzer, 2009 : Revision of Jurassic Homoloidea De Haan, 1839, from the Ernstbrunn and Štramberk limestones, Austria and the Czech Republic. Annalen des Naturhistorischen Museums in Wien, Serie A, vol. 111, p. 183–206.

## Sources
- De Grave & al., 2009 : A Classification of Living and Fossil Genera of Decapod Crustaceans. Raffles Bulletin of Zoology Supplement, n. 21, p. 1-109.